# Rechtschreibfrieden
Rechtschreibfrieden war um die Wende zum 21. Jahrhundert in Deutschland ein politisches Schlagwort im Bereich Sprachkritik und Sprachpolitik.
Mit dem Schlagwort wurde die Abwesenheit von inhaltlichen Auseinandersetzungen um die Deutsche Rechtschreibung bezeichnet und dem Wunsch nach Beendigung eines jahrelangen Streits um die Reform der deutschen Rechtschreibung von 1996 Ausdruck verliehen: Die Reformgegner sahen den Rechtschreibfrieden durch die Reform gebrochen und die Reformbefürworter sahen ihn mit der Anpassung der Schulorthographie zum 1. August 2006 wiederhergestellt. Das Wort landete 2006 bei der Gesellschaft für deutsche Sprache auf Platz vier ihrer Liste der Wörter des Jahres.
Nach dem Ende der Auseinandersetzungen um die Rechtschreibreform nahm die Verbreitung des Schlagworts stark ab. 2011, fünf Jahre nach dem Inkrafttreten der letzten Änderungen, wies das Wort nach der Wortschatz-Datenbank der Universität Leipzig nur noch einen Index von 23 auf und gehörte damit nicht mehr zum aktiven Wortschatz eines durchschnittlichen Deutschsprachigen; 2018 war das Wort in Online-Ausgaben gängiger Wörterbücher nicht mehr verzeichnet.